# یوبی‌اس

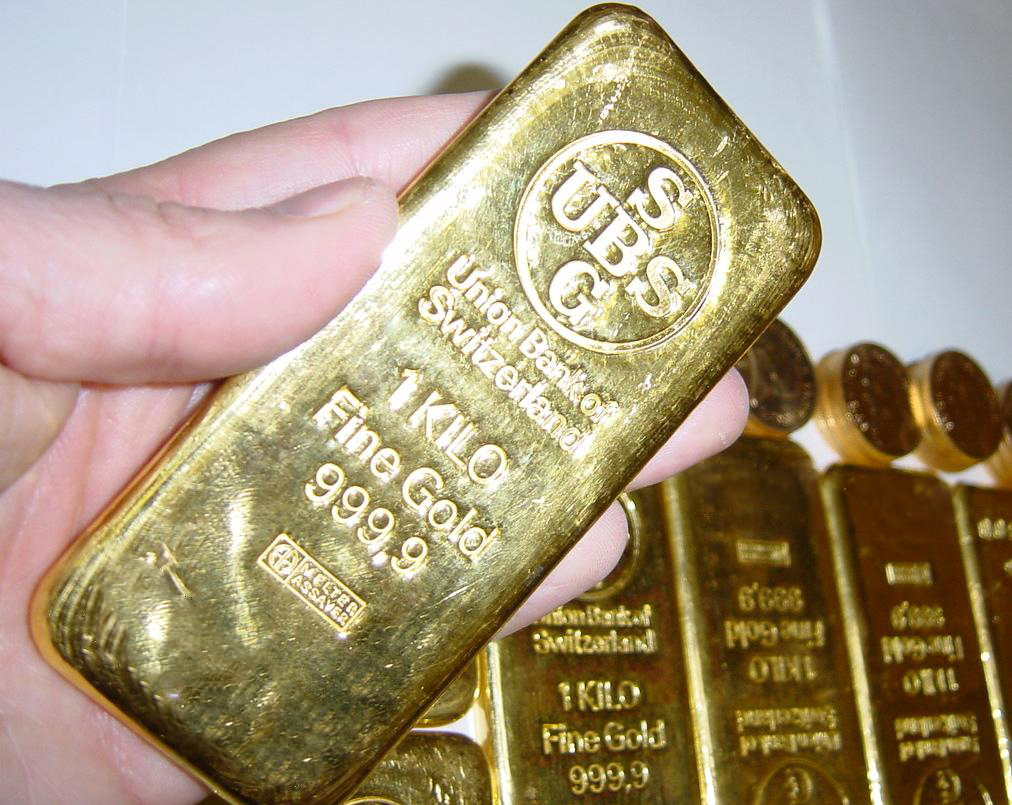
شمش ۱ کیلویی طلا، با لوگوی یوبی‌اس

یوبی‌اس (به آلمانی: UBS AG) شرکت خدمات مالی و بانکداری سوئیسی است، که شعبه‌های مرکزی آن در شهرهای بازل و زوریخ، سوئیس مستقر می‌باشند.
بانک یوبی‌اس در زمینه ارائه خدمات بانکداری اختصاصی، مدیریت سرمایه‌گذاری و مدیریت دارایی و بانکداری شرکتی، همچنین بانکداری خرد فعالیت می‌کند.
ریشه‌های تأسیس بانک یوبی‌اس به سال ۱۸۵۴ بازمی‌گردد. نام «یوبی‌اس» از حروف ابتدایی «یونیون بانک سوئیس» گرفته شده است. این بانک در سال ۱۹۹۸ با «سوئیس بانک کوپوریشن» ادغام شد.
یوبی‌اس بزرگ‌ترین بانک سوئیس است و در بیش از ۵۰ کشور جهان نیز دارای شعبه می‌باشد. شمار کارکنان این بانک بیش از ۱۱۵ هزار نفر است، که در شعبه‌های این بانک در سراسر جهان فعالیت می‌کنند.

## نگارخانه

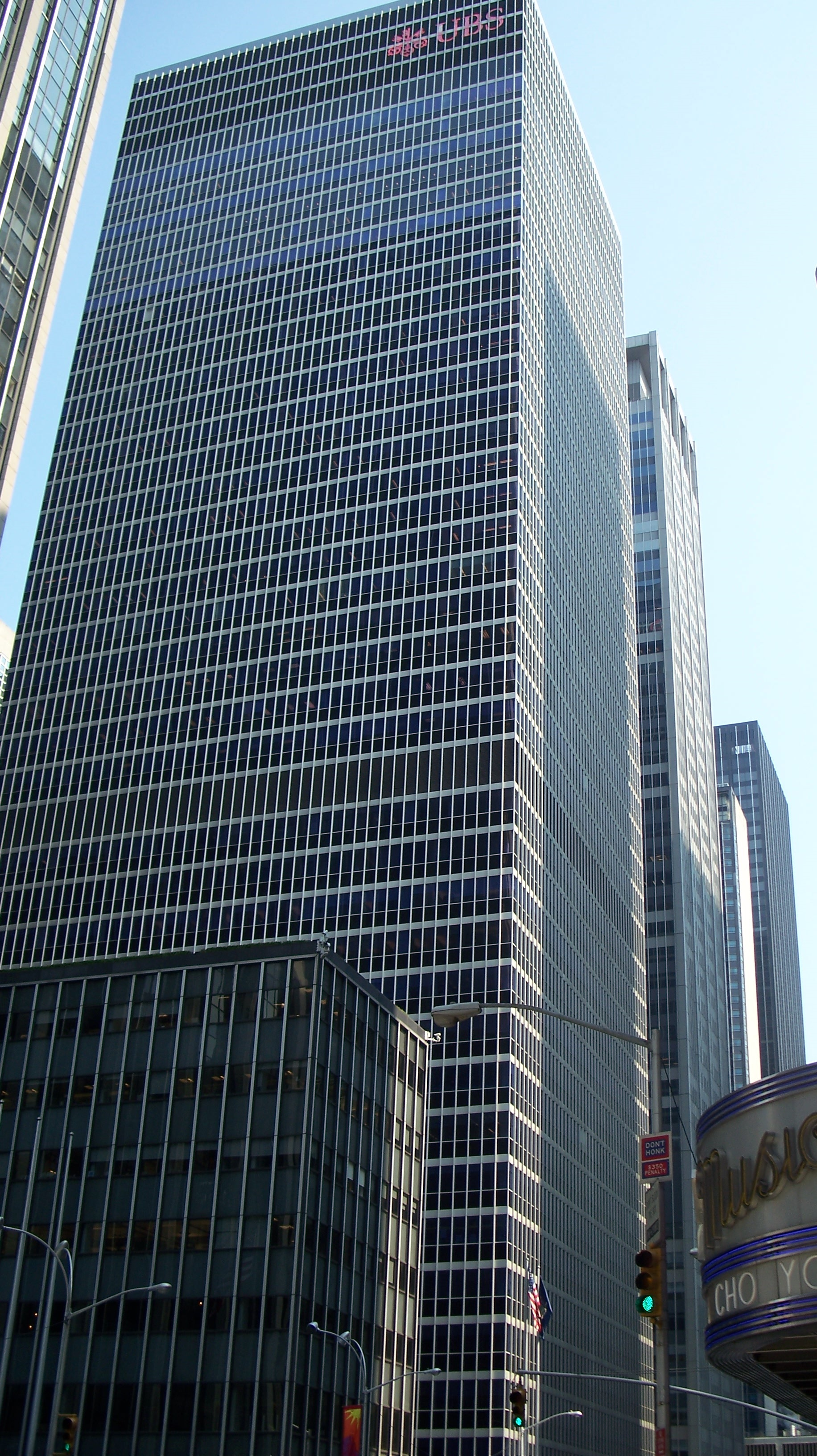
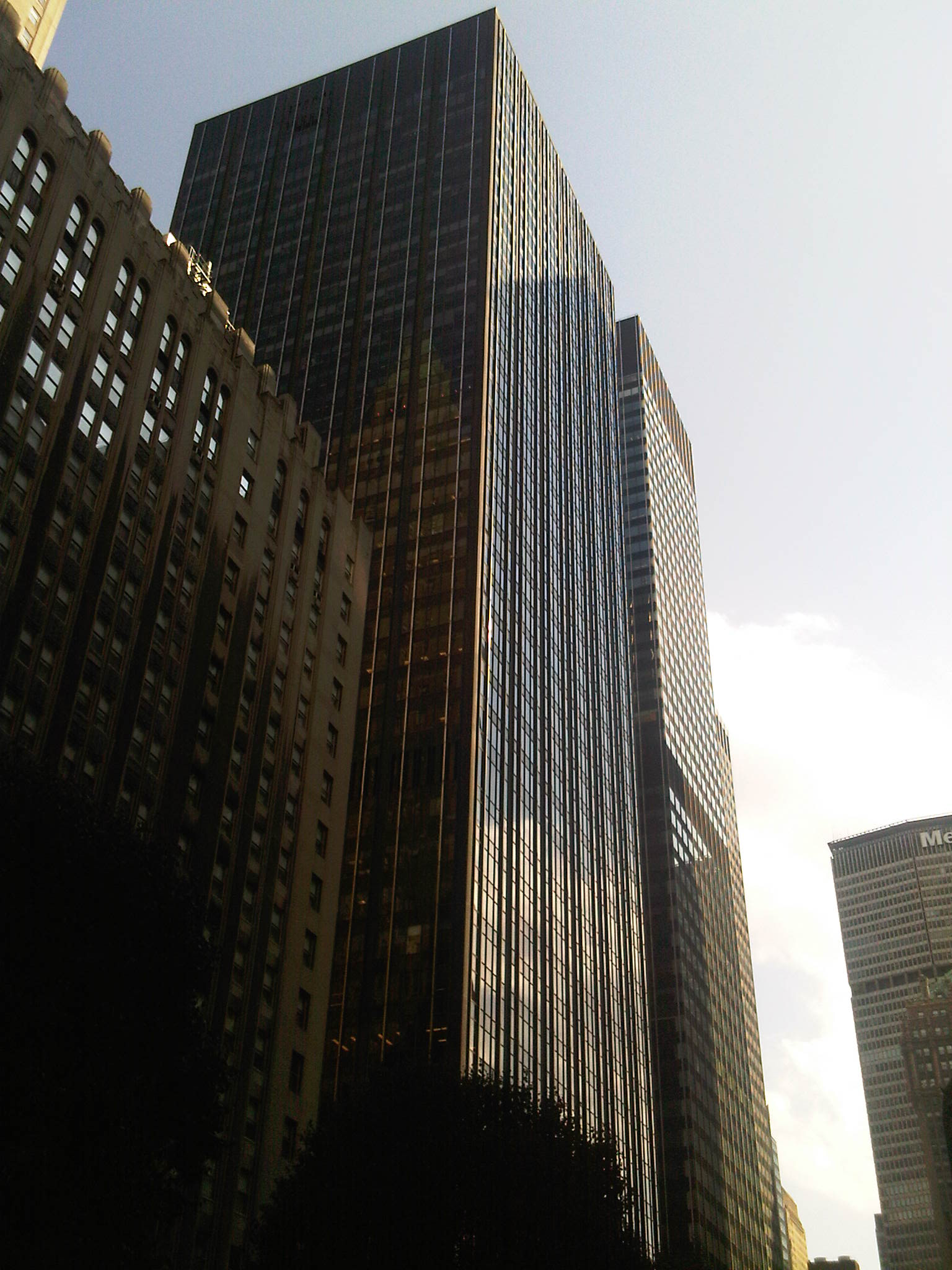
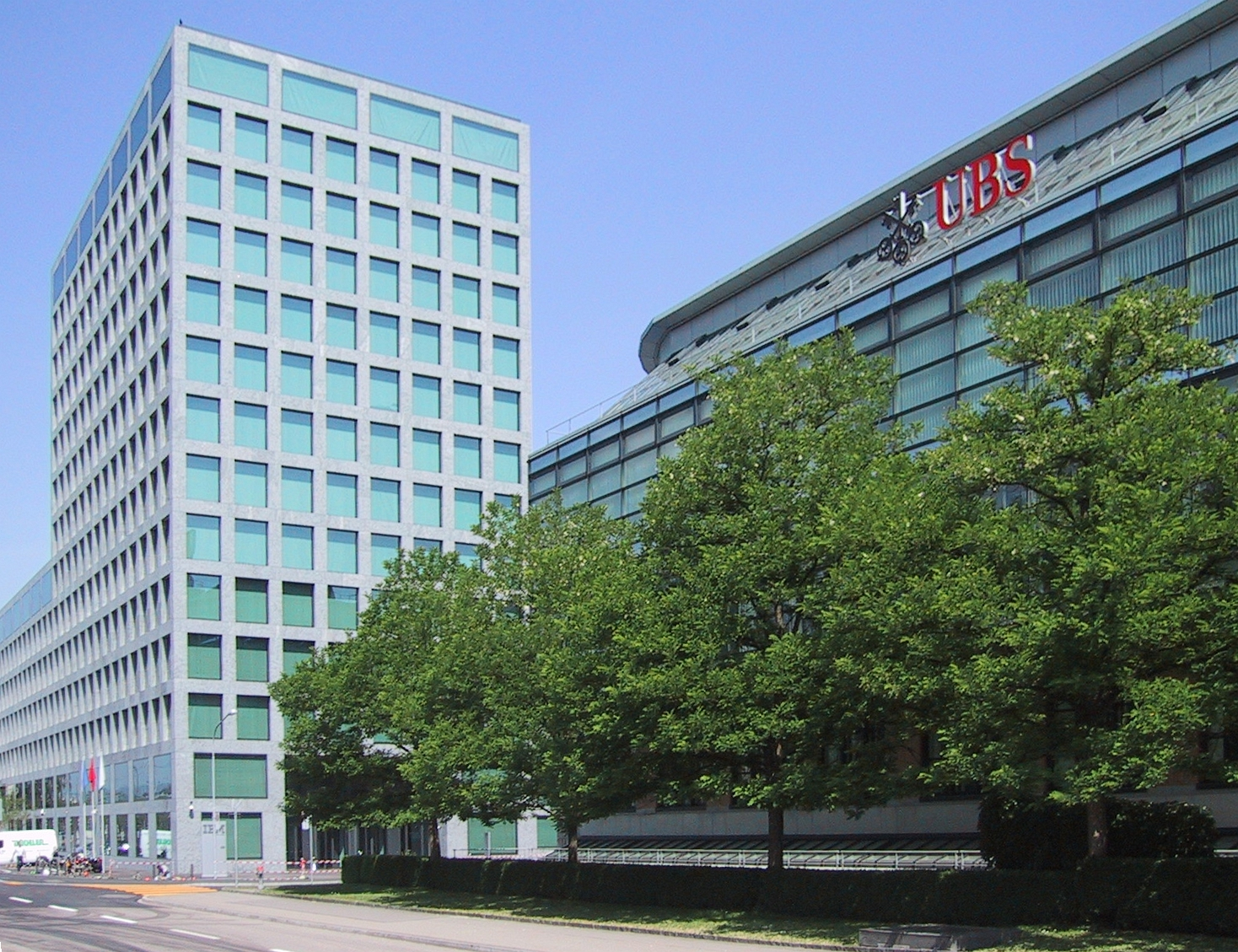
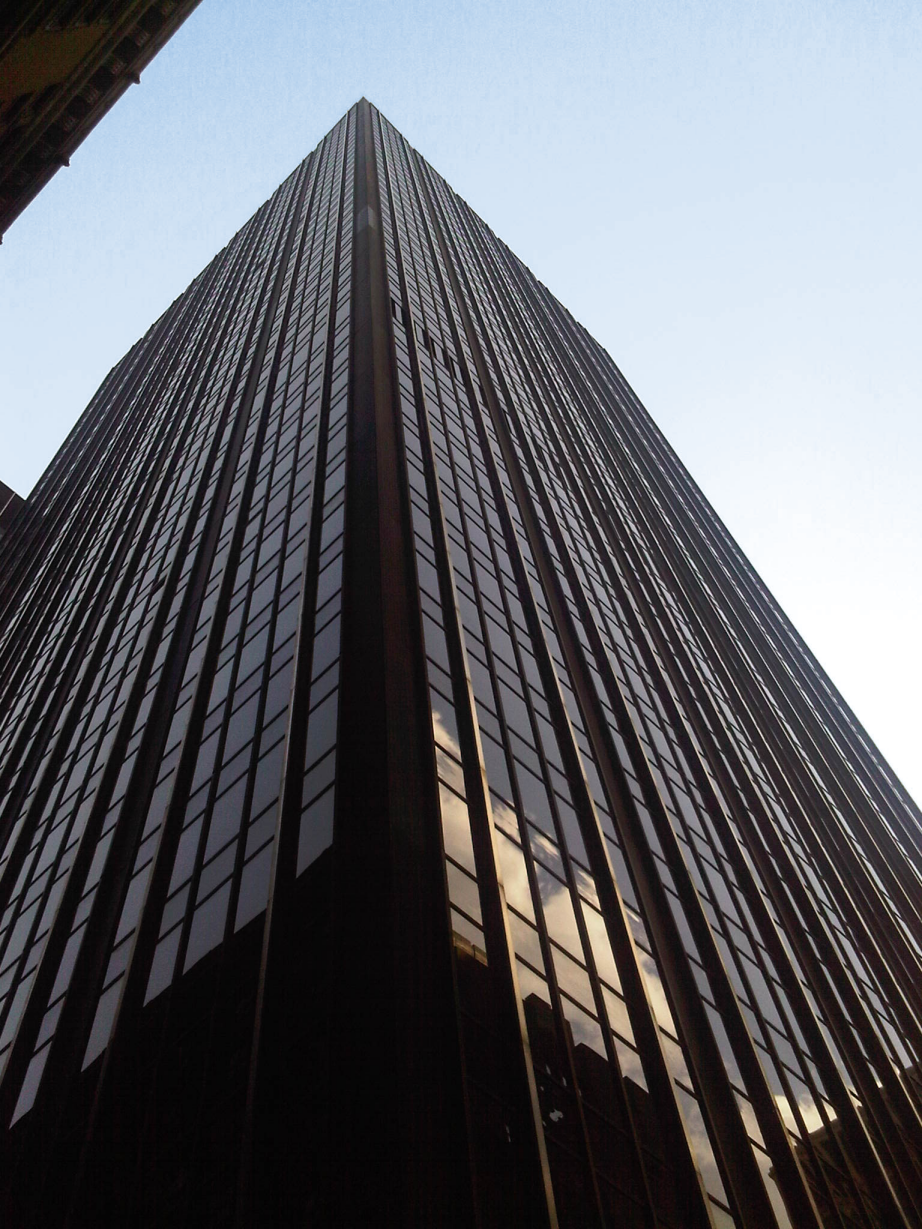
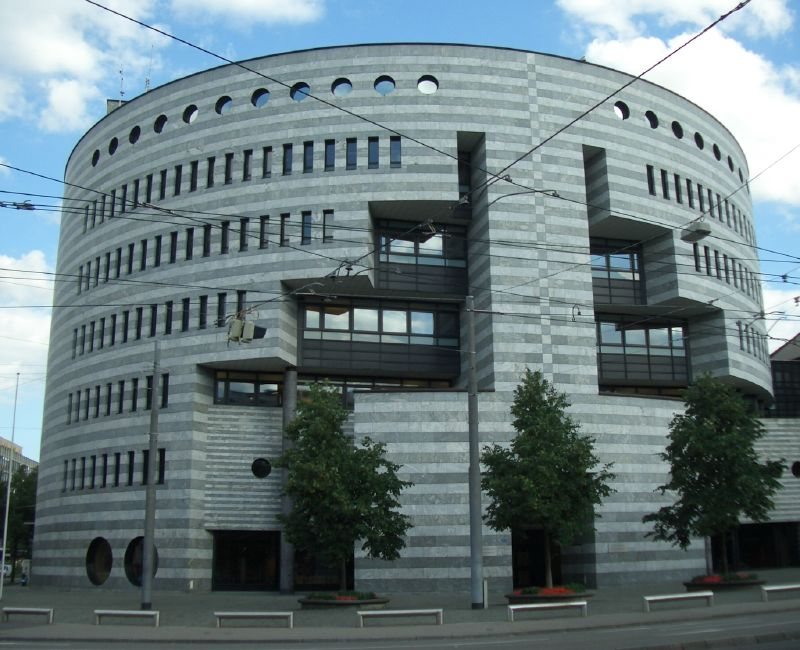
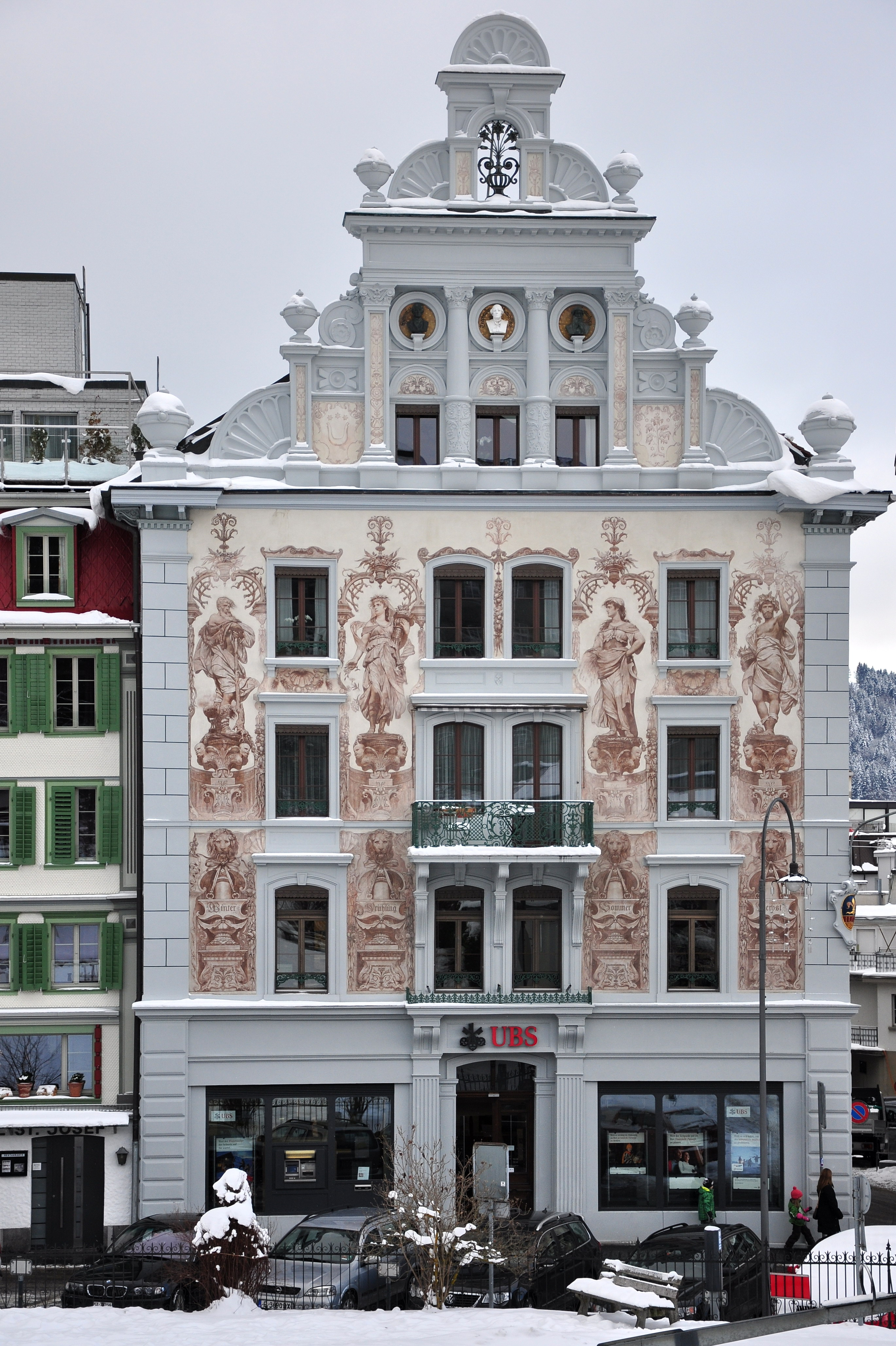
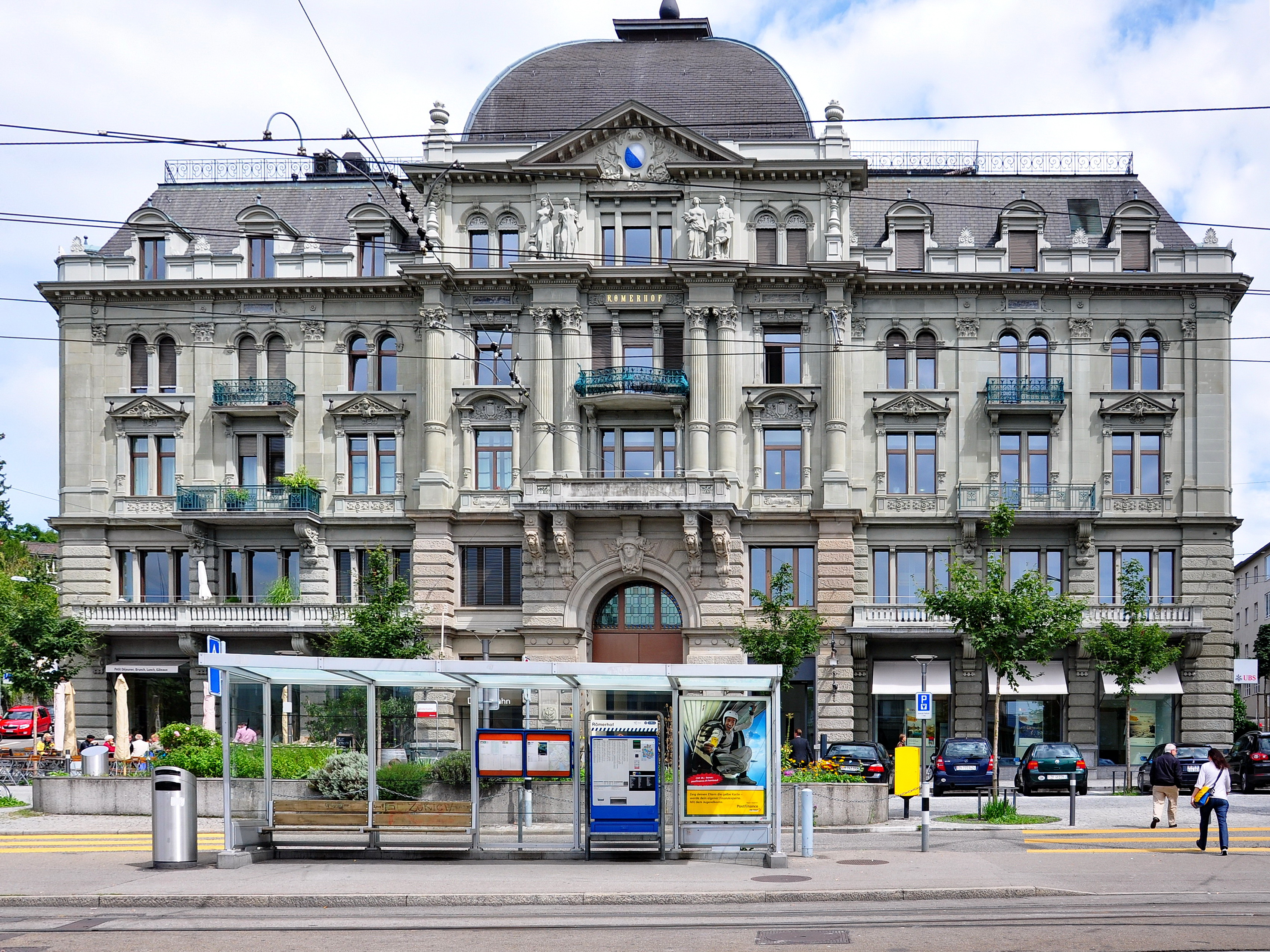
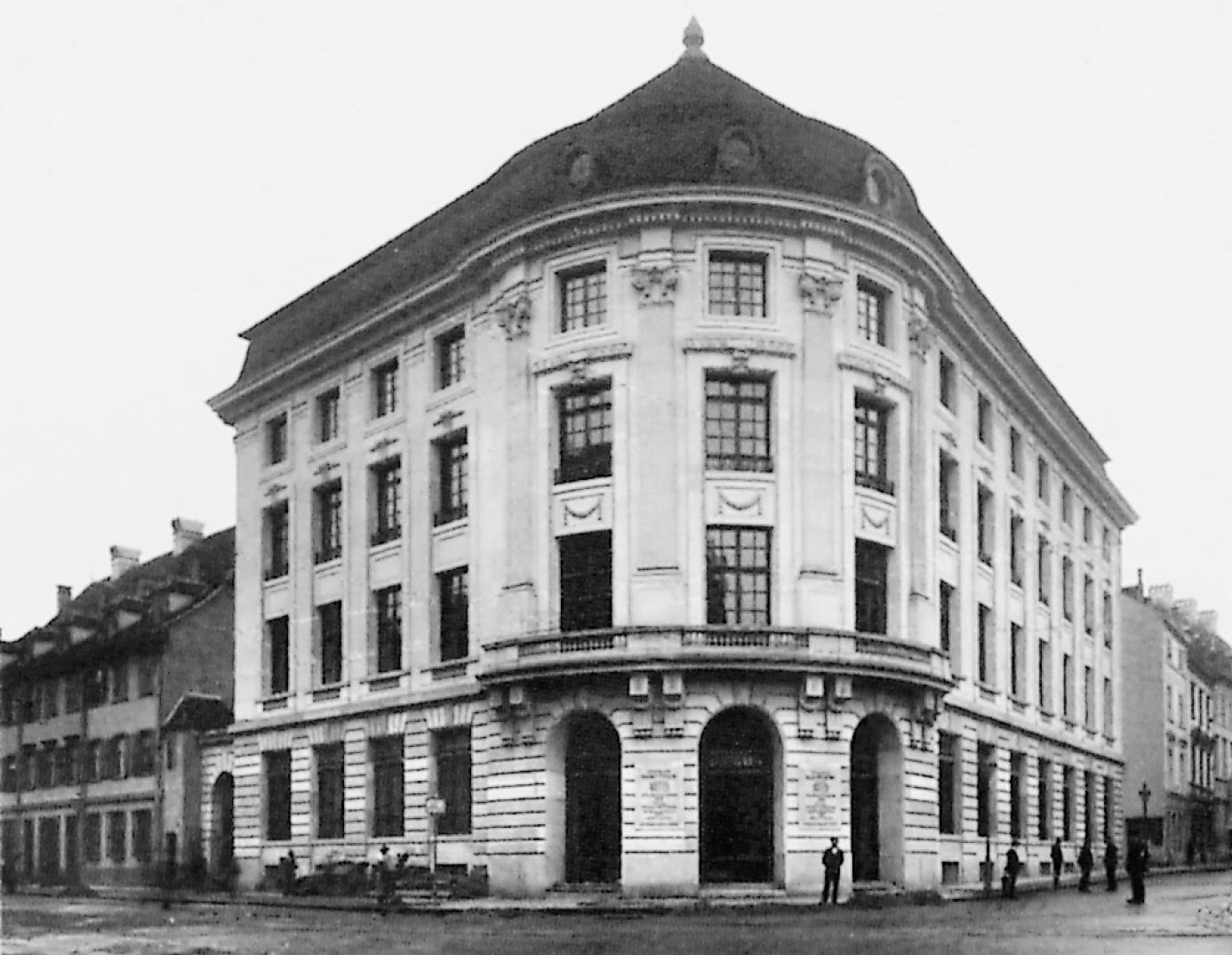
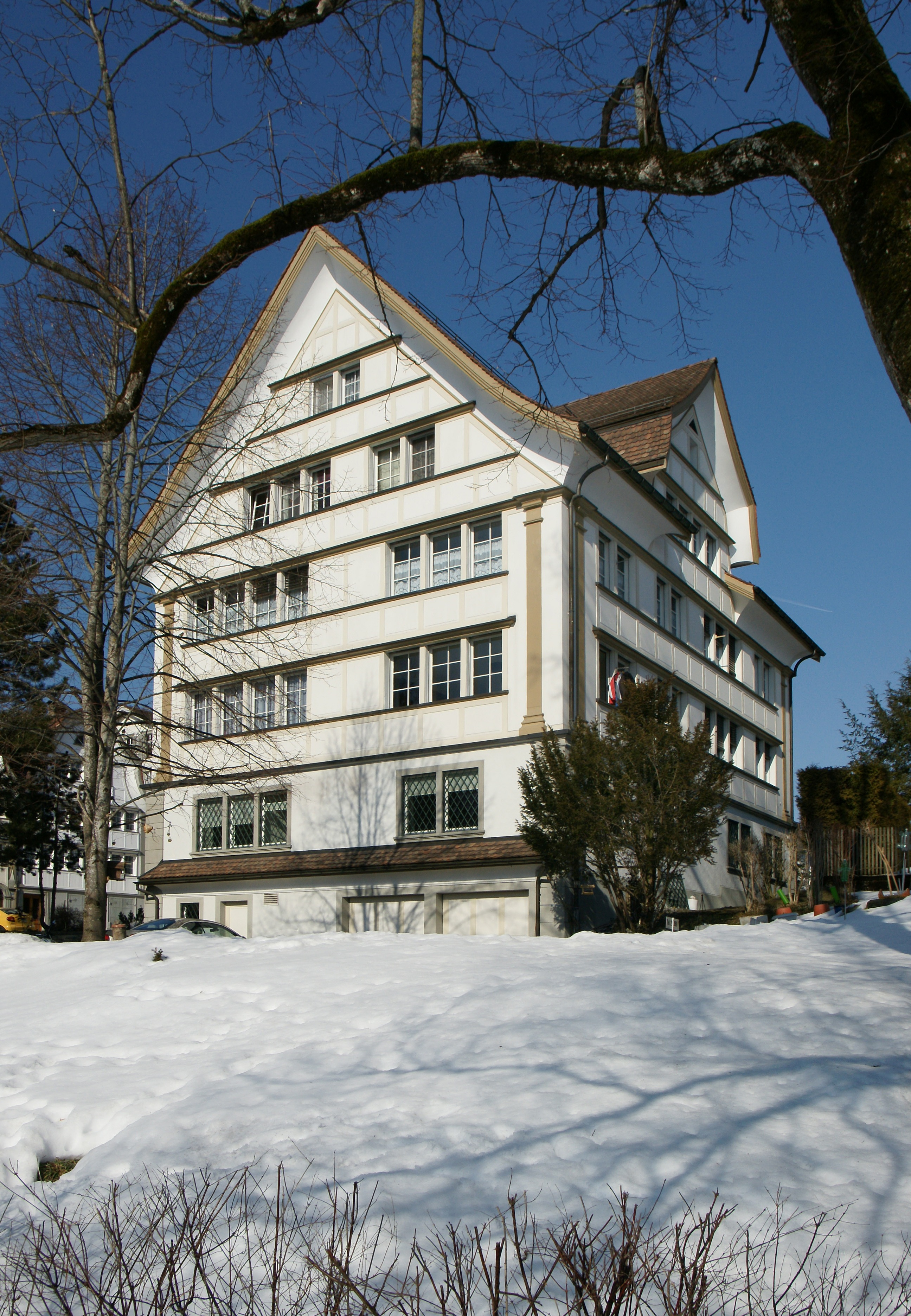
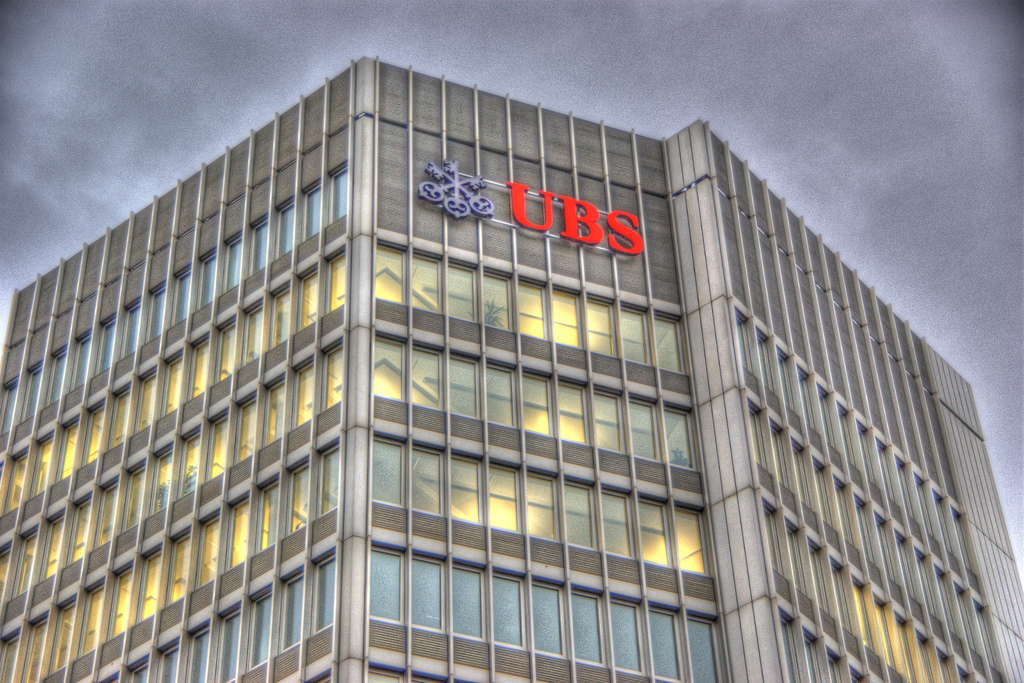
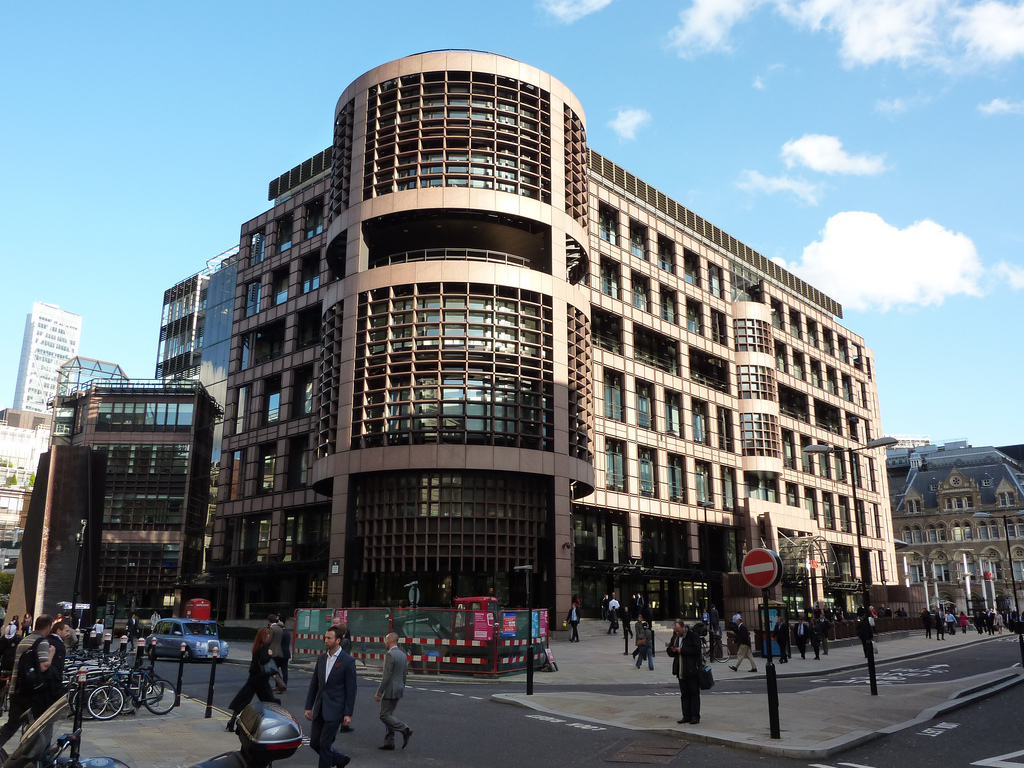
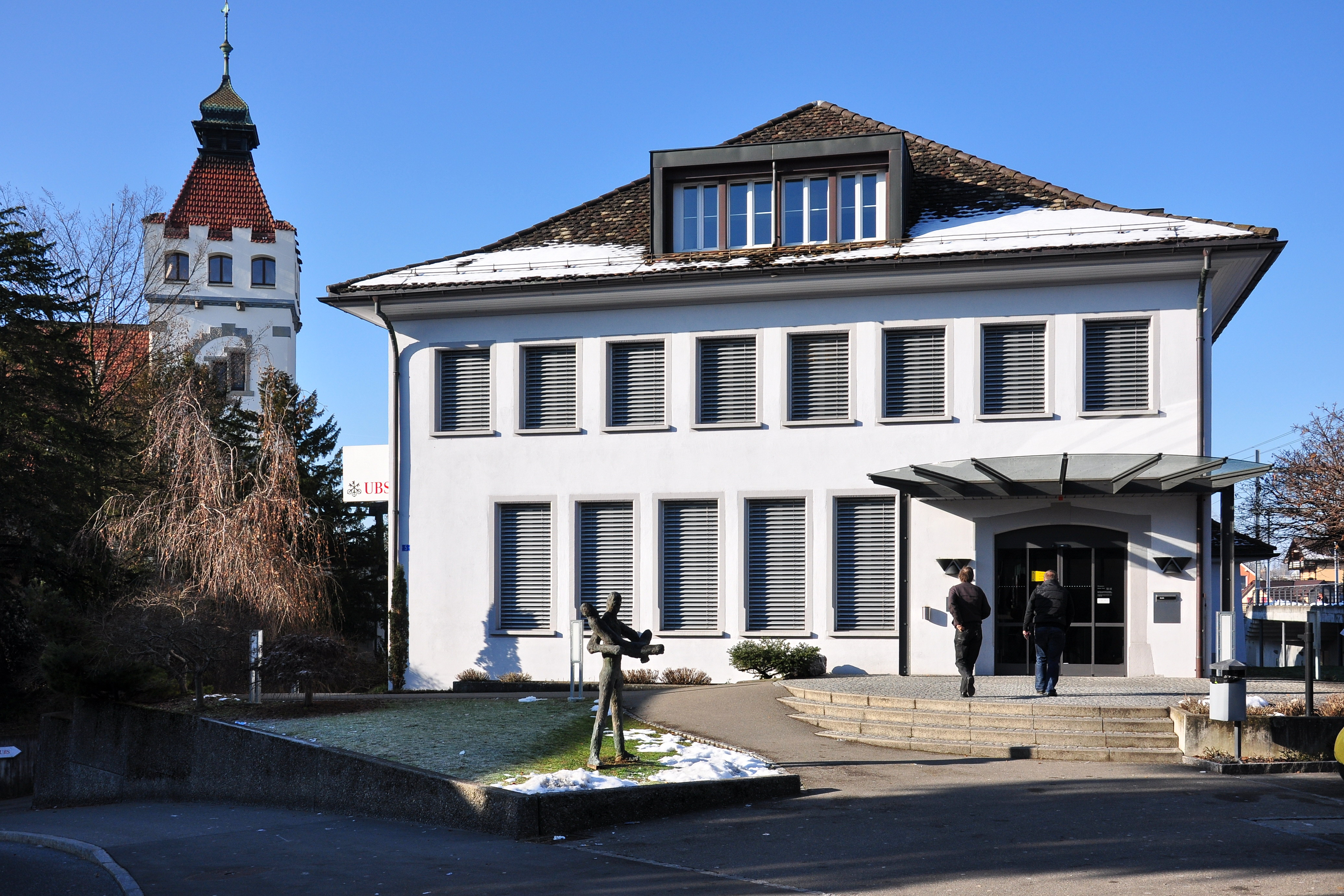
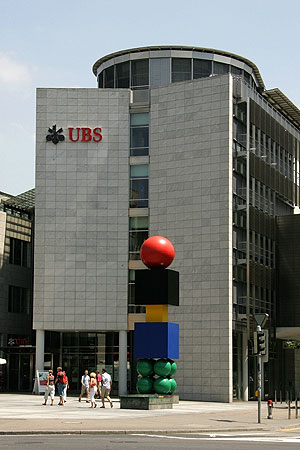
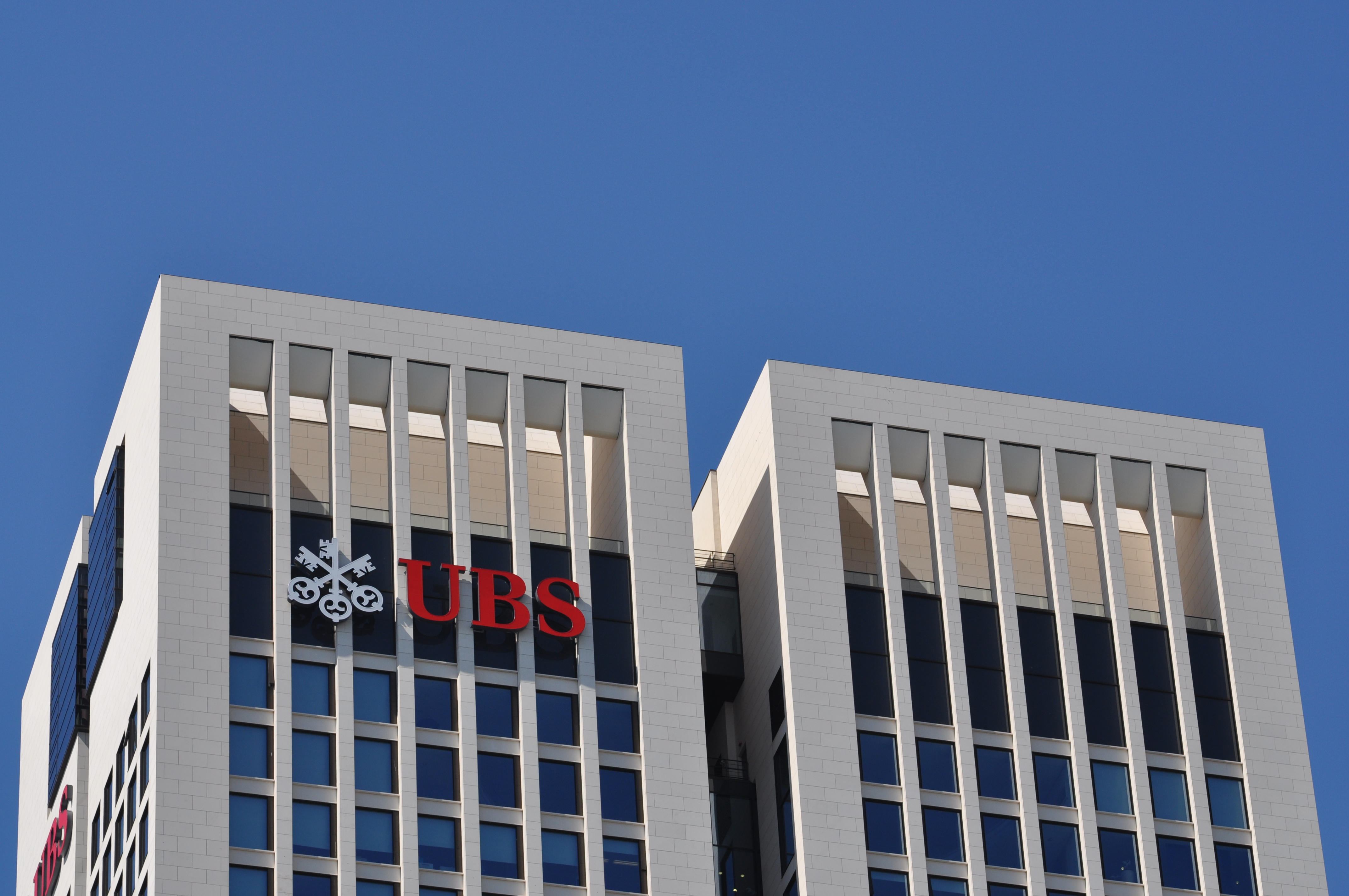
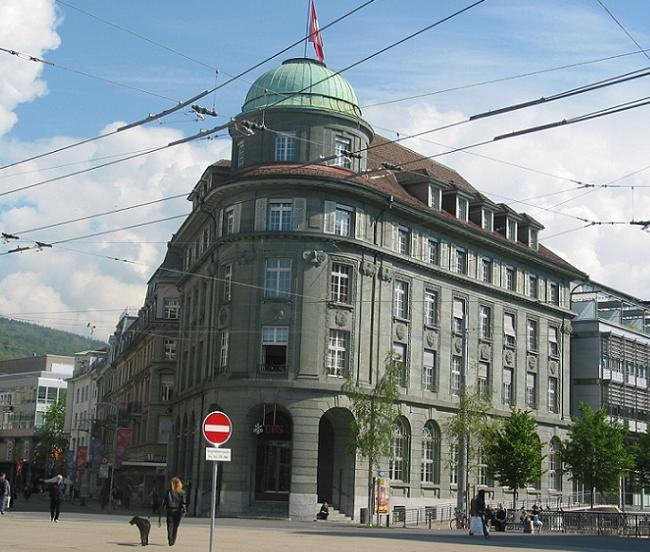
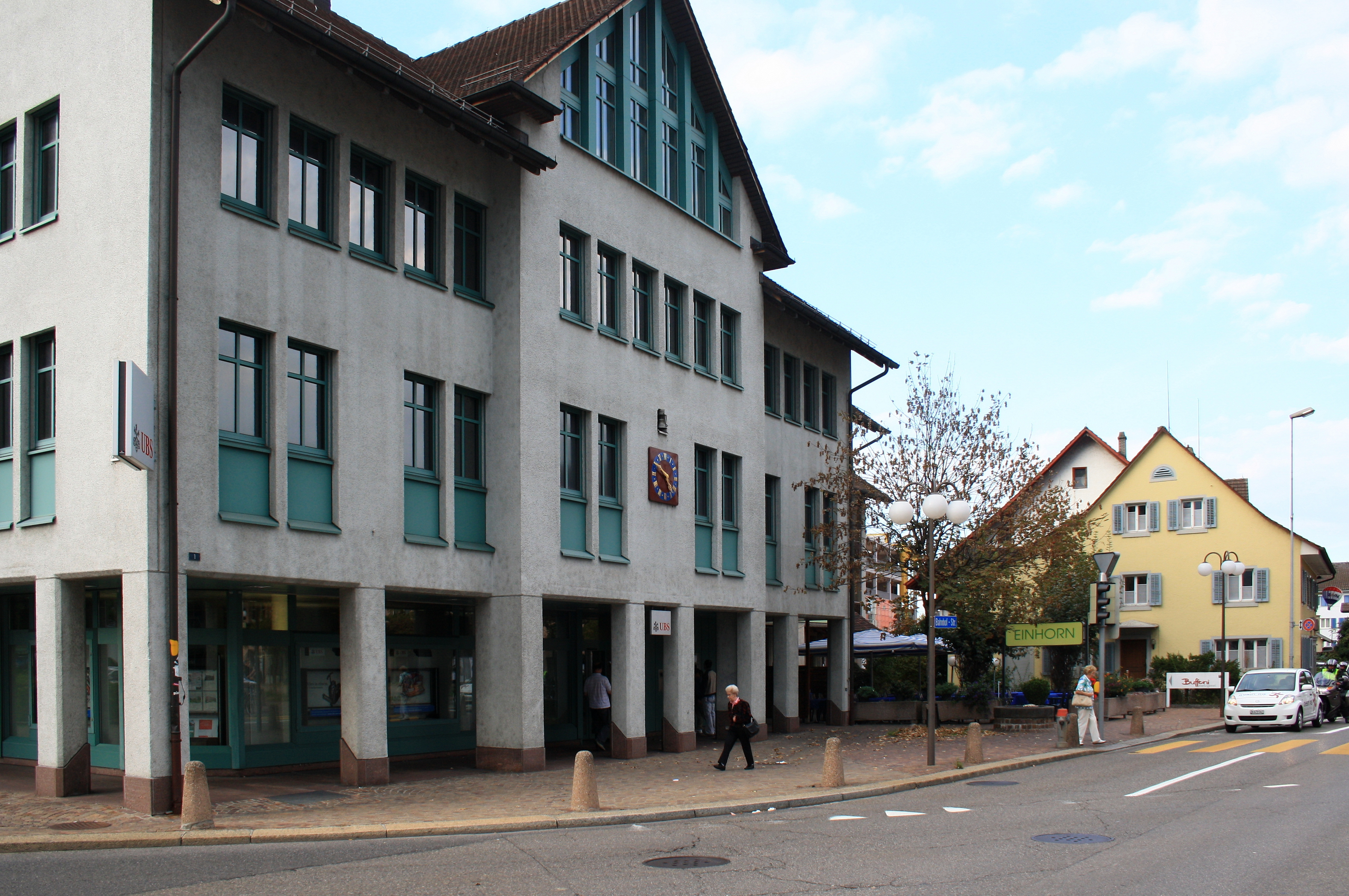
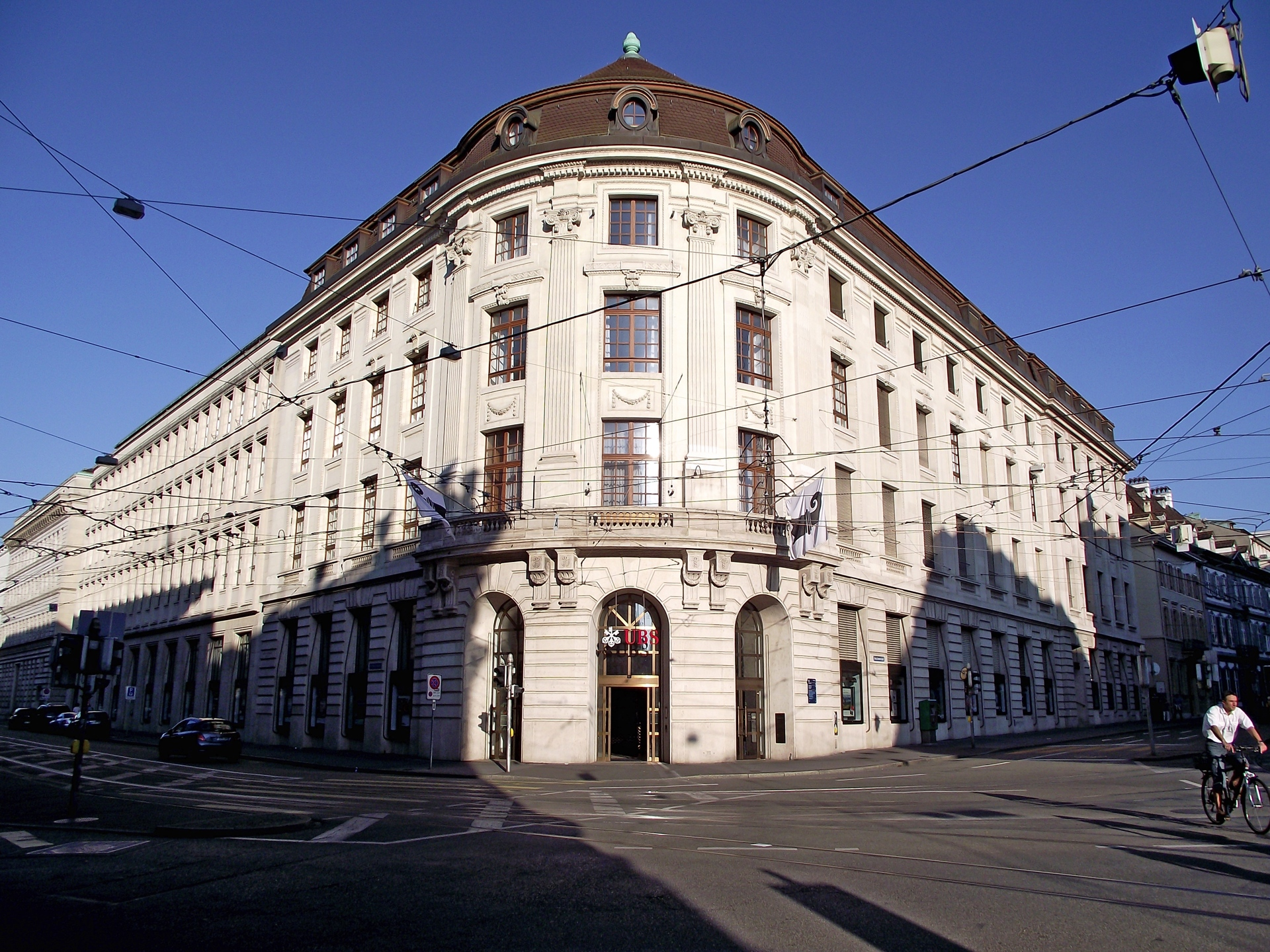
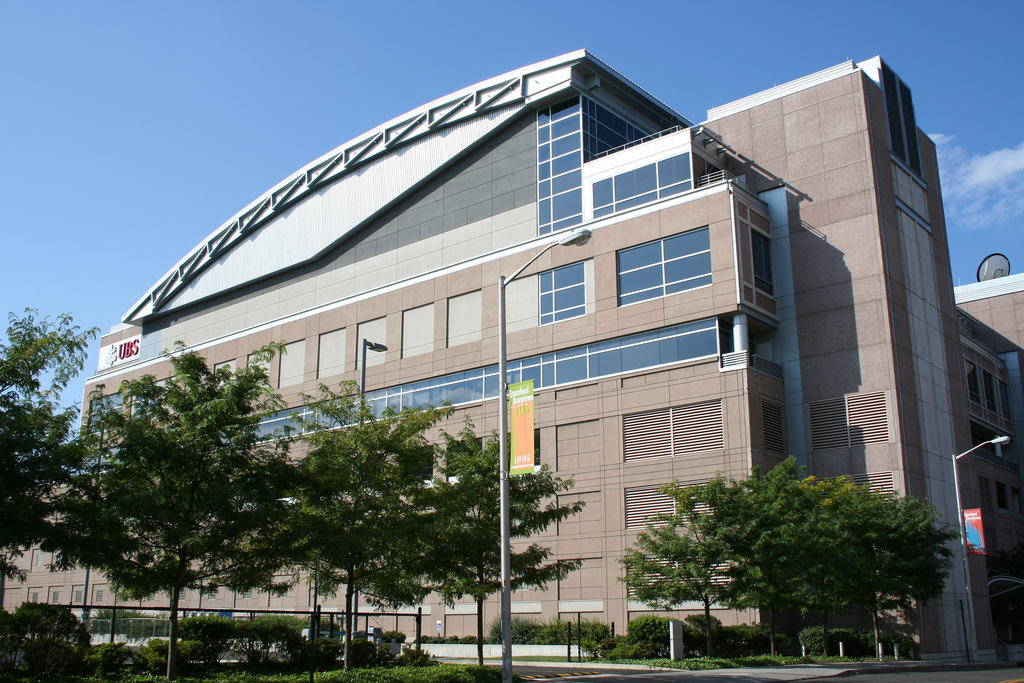
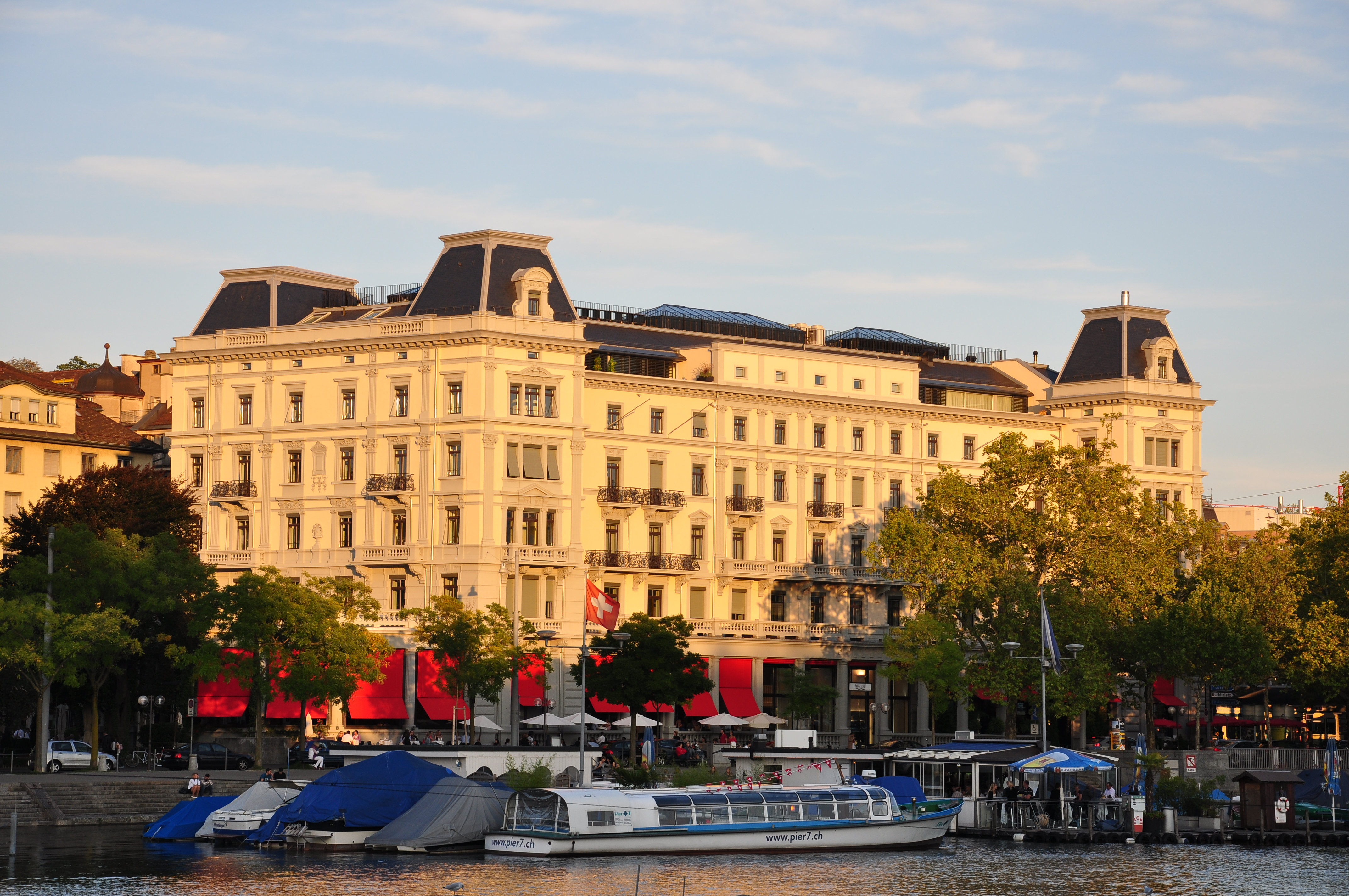
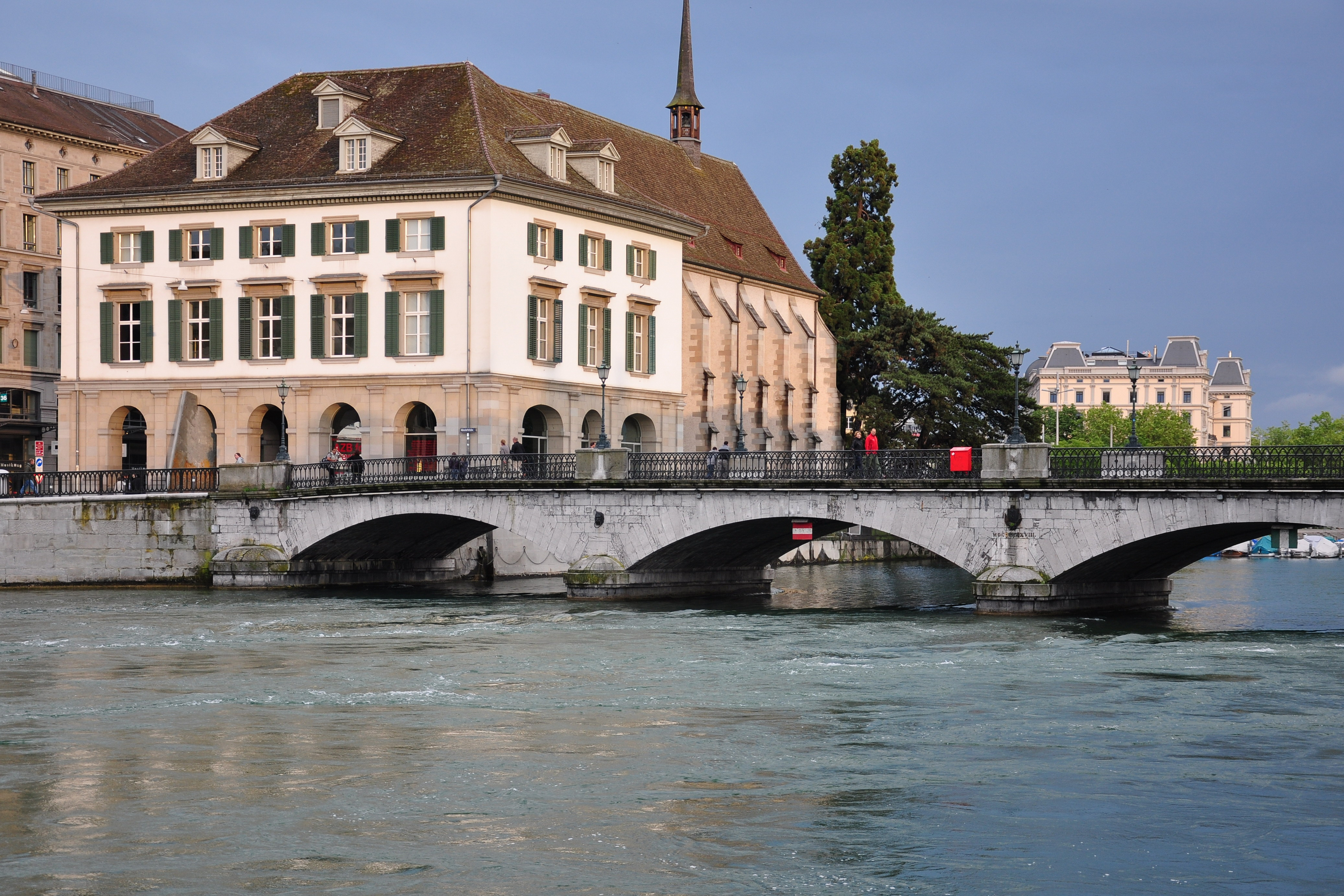
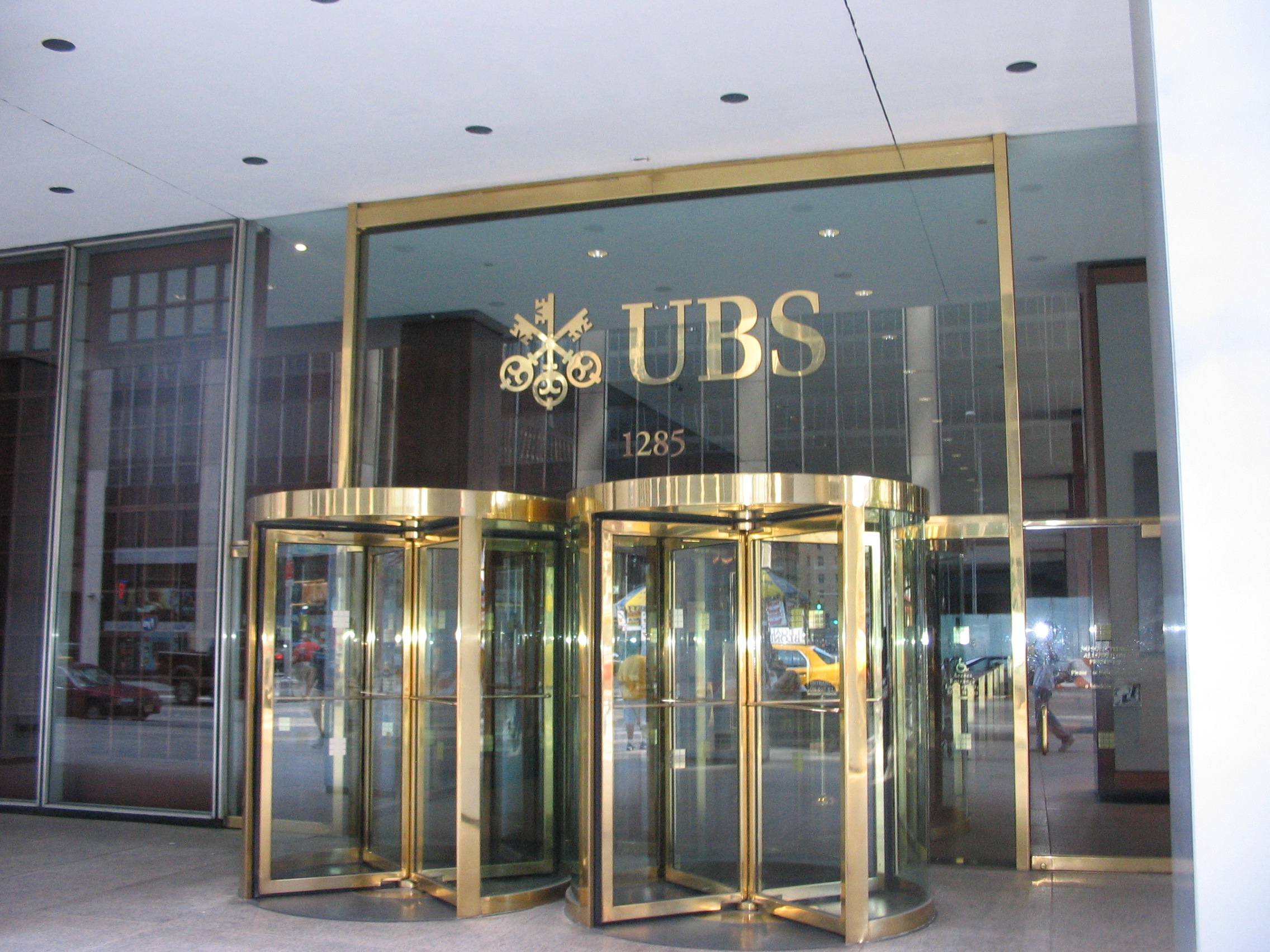
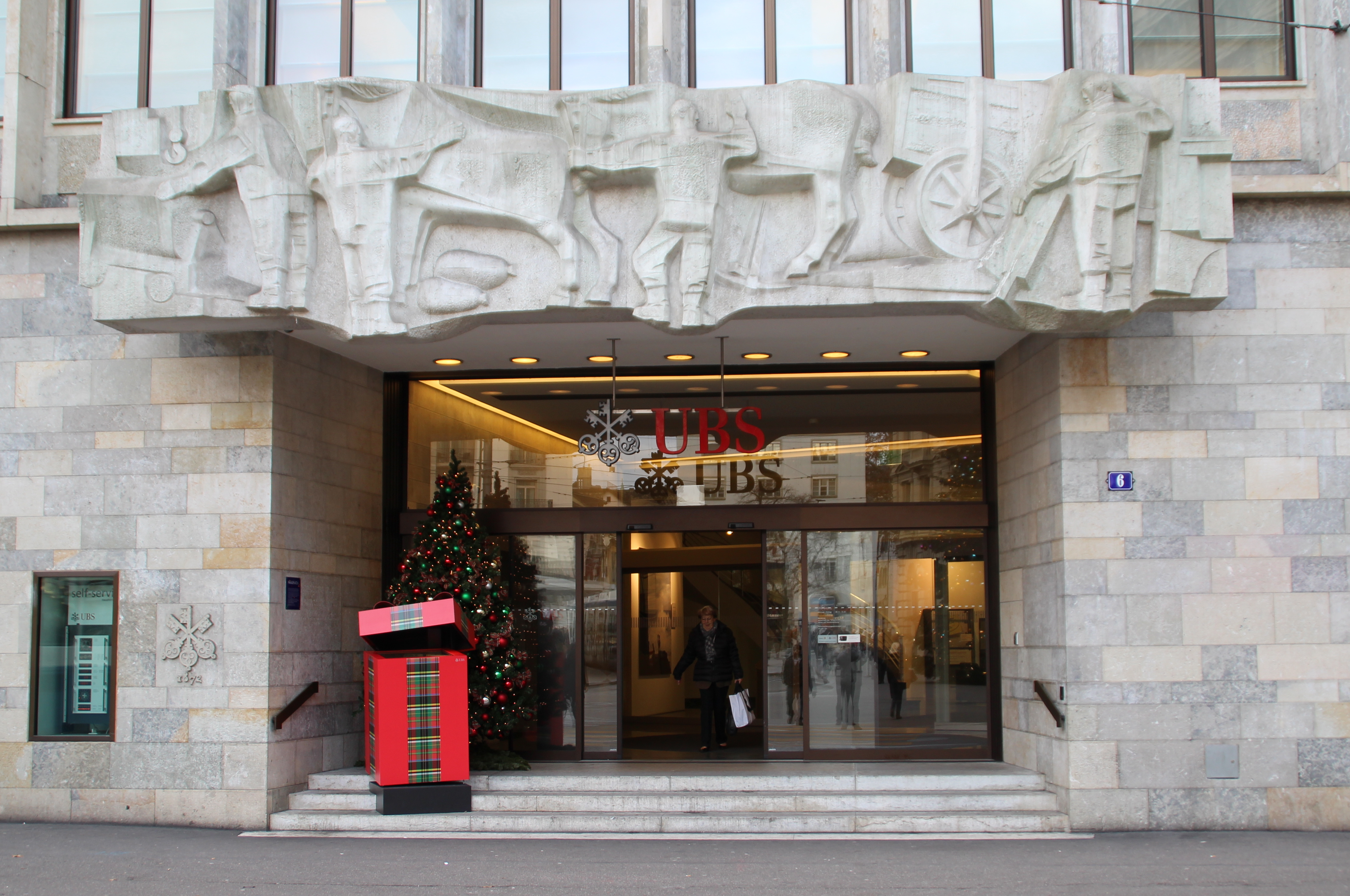
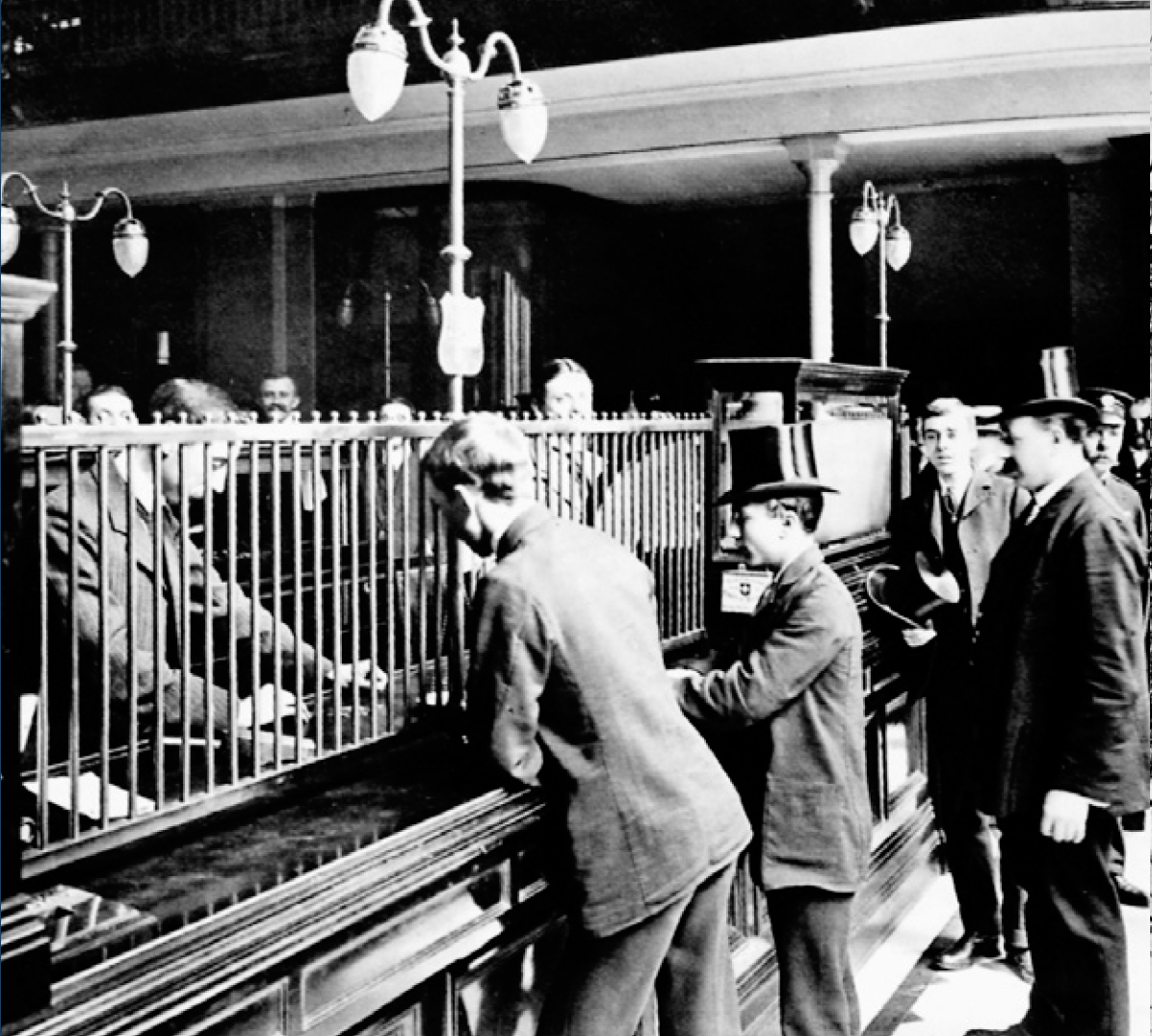
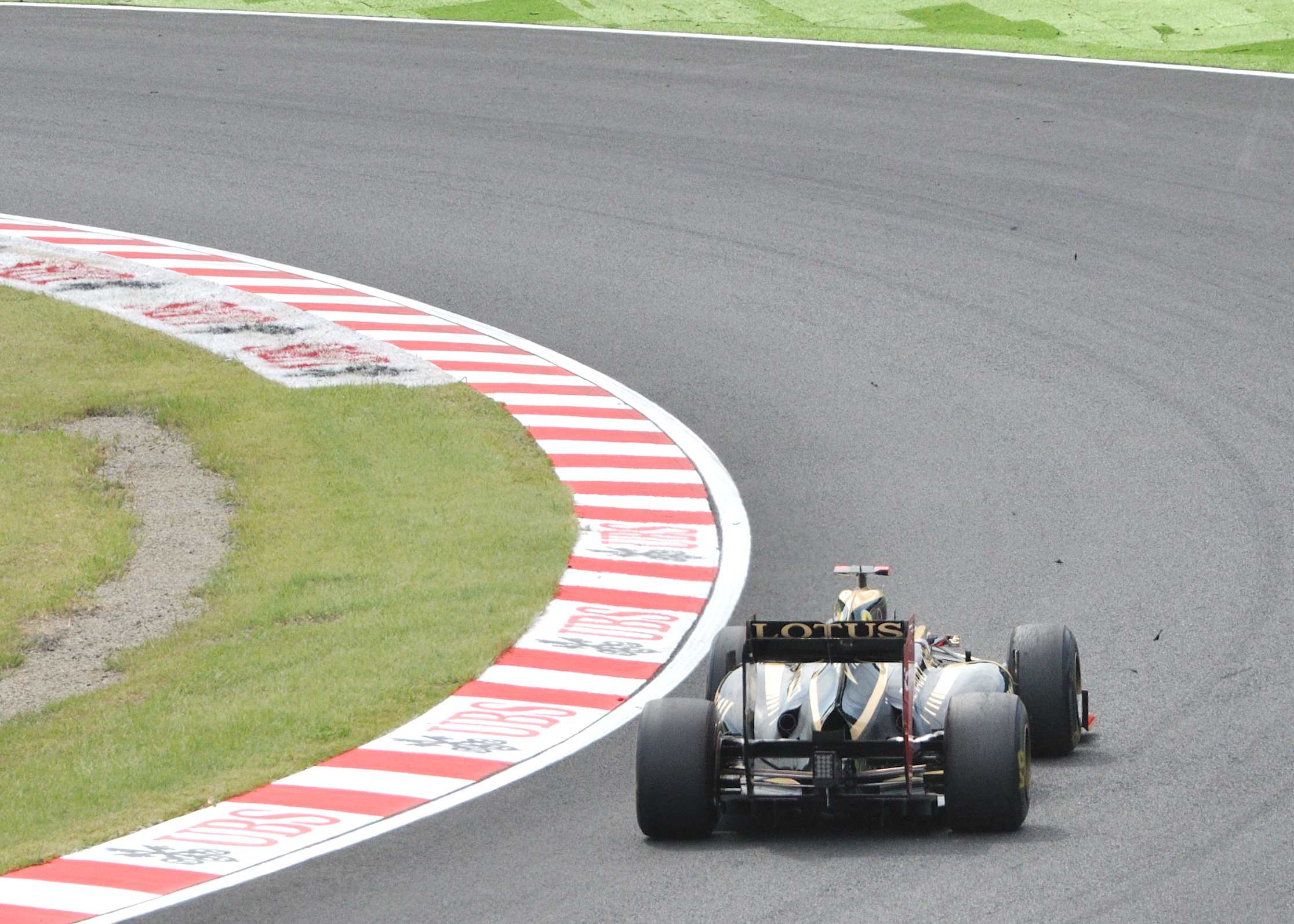